# Veltheim (Ohe)
Veltheim (Ohe) è un comune di 1.068 abitanti della Bassa Sassonia, in Germania.
Appartiene al circondario (Landkreis) di Wolfenbüttel (targa WF) ed è parte della comunità amministrativa (Samtgemeinde) di Sickte.